# Марчевський Артем Павлович

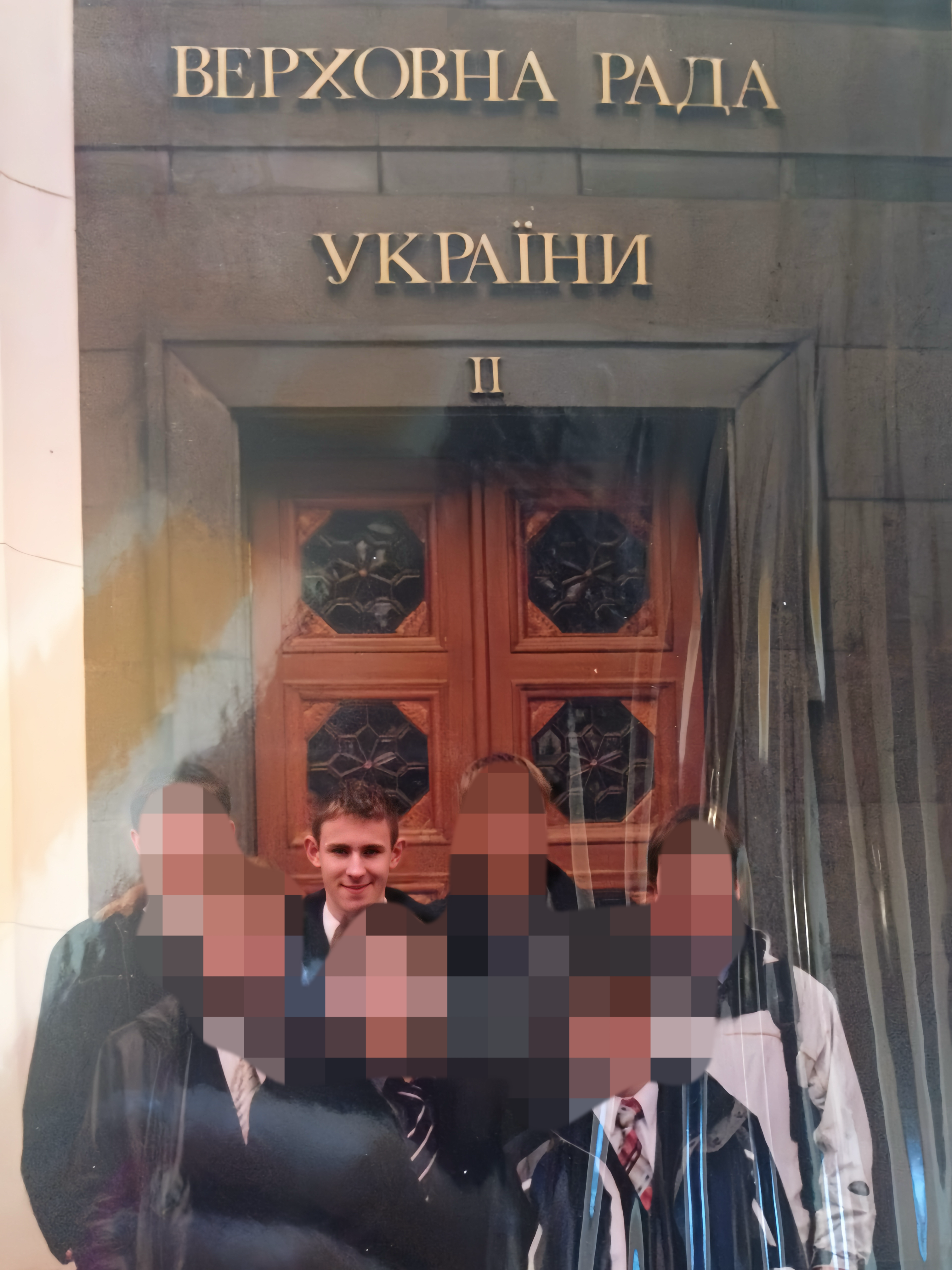
Марчевський Артем Павлович

Марчевський Артем Павлович (5 липня 1988 , Київ ) — проросійський пропагандист із України, соратник Віктора Медведчука, генеральний продюсер ззабороненого телеканалу 112 Україна. Керівник підсанкційного проросійського видання Голос Європи, що належить Віктору Медведчуку. 

## Освіта
1995—2005 роки навчався у київській школі № 25.
2005—2010 роки отримував диплом магістра з міжнародної економіки і менеджменту в Київському економічному університеті ім. Вадима Гетьмана, спеціалізація «Управління міжнародним бізнесом».

## Телебачення
Під час навчання в КНЕУ працював спочатку помічником депутата, потім у «1+1 Продакшн». У 2013—2014 роках працював в компанії «ТелеПро», де почав із позиції лінійного продюсера проєкту, а покинув на посаді головного виконавчого продюсера, за протекторатом московського керівництва. Був звільнений з посади за звинуваченням у махінаціях з документацією і привласнення майна компанії.
2015 року став співзасновником компанії «Гост-Медіа», де був директором. Компанія не мала комерційного успіху і займалася створенням рекламних роликів, кліпів, а також ТБ-проектів.
Працював на проросійському телеканалі ZiK.
Із червня 2018 року був генеральним продюсером проросійського телеканалу «112 Україна».
2024 року Марчевський отримав тимчасовий захист у Словаччині. В серпні Словаччина позбавила Марчевського захисту. Його звинувачують у поширенні проросійської пропаганди через новинний сайт Voice of Europe.

### Голос Європи (Voice of Europe)
Марчевський є засновником та керівником пропагандистської мережі Голос Європи, створеної за участі Віктора Медведчука для розповсюдження пропаганди в ЄС та передачі грошей лояльним до Росії політикам.

## Політика
2015 року балотувався у 47-му виборчому окрузі від партії «Право народу» до Київської міськради. Був керівником молодіжного крила ОПЗЖ.
У 2019 році посів на виборах друге місце на парламентських виборах від проросійської партії ОПЗЖ (в.о. № 60, Донецька обл.).

## Санкції
28 березня 2024 року уряд Чехії наклав санкції на Марчевського за участь у роботі Voice of Europe.
У травні 2024 року санкції проти Марчевського ввів і Євросоюз.
У травні 2025 року ЄС застосувала додаткові санкції проти платформи «Голос Європи» за поширення проросійської пропаганди, також під санкції потрапили Віктор Медведчук, Артем Марчевсьский і Олег Волошин.

## Родина
- Батько — Марчевский Павло Борисович, власник бізнесу з міжнародних вантажних перевезень «Каросерія»[16].
- Брат — Марчевський Віктор Павлович, концепт-художник відеоігр S.T.A.L.K.E.R.: Oblivion Lost, You Are Empty, «Xenus: Точка кипіння», «Анабиоз: Сон разума». Псевдонім Віктора став прообразом для лідера угрупування «Свобода» у грі Сталкер — Лукаша. У титрах «S.T.A.L.K.E.R.: Тінь Чорнобиля» Віктор вказаний як Віктор Лукаш.[17]